# Garcinia elliotii
Garcinia elliotii är en tvåhjärtbladig växtart som beskrevs av Adolf Engler. Garcinia elliotii ingår i släktet Garcinia och familjen Clusiaceae. Inga underarter finns listade i Catalogue of Life.